# Opsidota albipilosa
Opsidota albipilosa là một loài bọ cánh cứng trong họ Cerambycidae.